# Bradda Head
Bradda Head är en udde på Isle of Man. Den ligger i den sydvästra delen av Isle of Man, 19 km väster om huvudstaden Douglas. 